# Michel Van Tuyckom
Michel Van Tuyckom (Ukkel, 23 november 1954) is een Belgisch voormalig hockeyer.

## Levensloop
Van Tuyckom was actief bij Royal Evere White Star. Ook maakte hij deel uit van het Belgisch hockeyteam. Met de nationale equipe nam hij onder meer deel aan de Olympische Zomerspelen van 1976.